# Sphaeradenia magniglobula
Sphaeradenia magniglobula är en enhjärtbladig växtart som beskrevs av R.Erikss. Sphaeradenia magniglobula ingår i släktet Sphaeradenia och familjen Cyclanthaceae. Inga underarter finns listade.